# 료안지

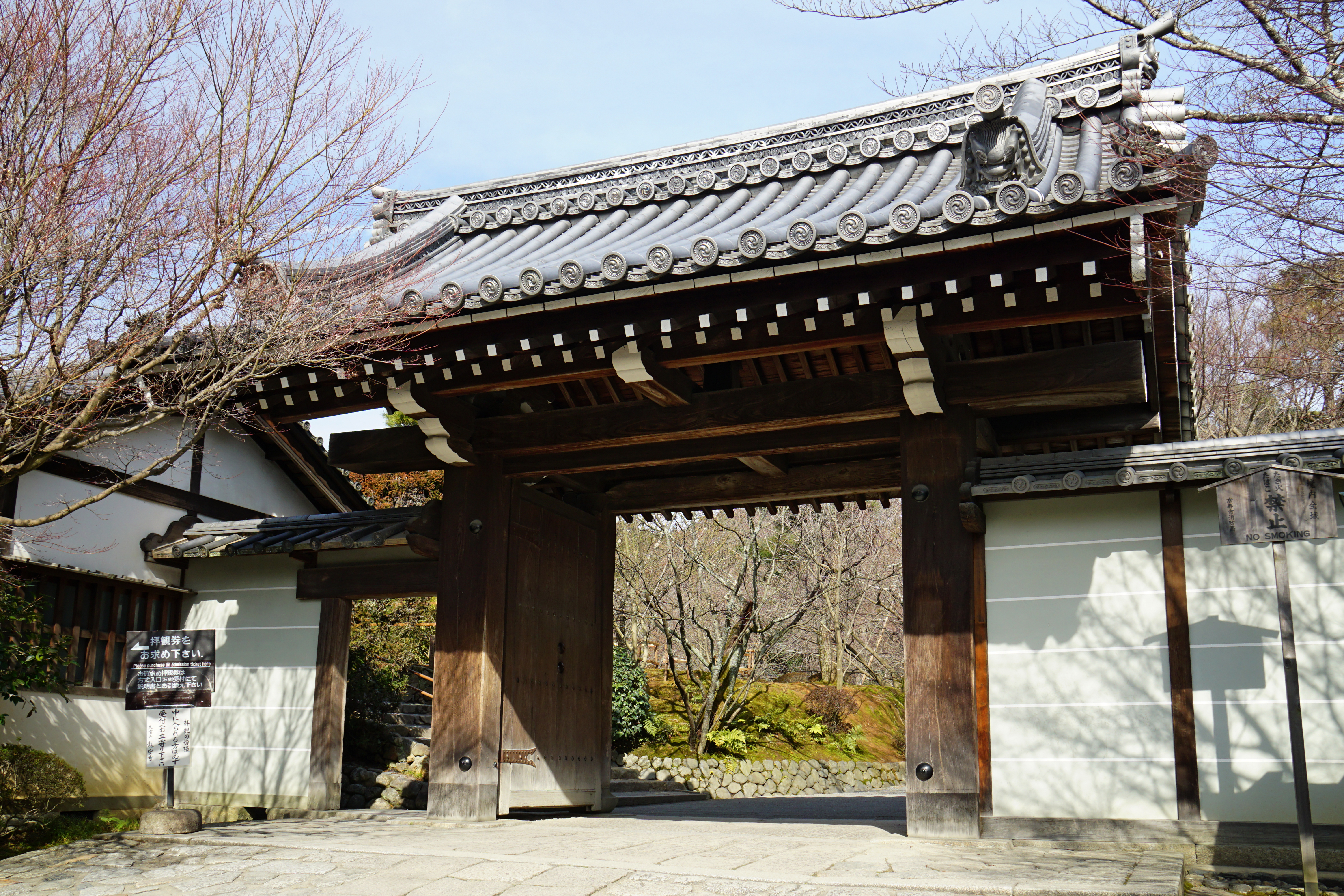
료안지의 산몬(山門)

료안지(龍安寺)는 일본 교토부 교토시 우쿄구에 있는 선종 사원이다. 돌로 꾸민 정원으로 알려져 있다. 선종 분파인 임제종(臨濟宗)의 묘심사(妙心寺)파에 속하며 유네스코 세계유산인 고도 교토의 문화재 가운데 하나다.

## 역사
부지 소유자인 후지와라씨는 11세기 때 이 자리에다 "다이주-인"이라는 절을 지었다. 후지와라 씨의 분파인 호소카와 씨의 가쓰모토가 1450년에 이 부지를 수중에 넣었으며 이어서 이 료안지를 건립했다. 가쓰모토는 오닌(応仁)의 난(1467 ~ 1477) 도중인 1473년에 사망하면서 료안지 등 전란으로 파괴된 자산을 그 사후에 선종에 양도했다. 그 아들인 호소카와 마쓰모토(細川松元)가 1488년에 료안지를 재건했다.

## 경내
절 남쪽에는 광대한 경용지(鏡容池)가 있고 주위는 유람식 정원으로 되어 있다. 경내 북쪽에는 본당, 불전, 다실장륙암(茶室蔵六庵) 등이 세워져 있고 이것의 서쪽에는 비공개된 "서쪽 마당"이 있다. 서쪽 마당에는 절을 창건한 호소카와 가쓰모토의 목상을 모시는 호소카와 묘(廟) 등이 있다. 유명한 돌로 꾸민 정원은 본당 남쪽의 흙벽에서 둘러싸인 곳 안에 있다. 덧붙여 절의 배후에는 제66대 이치조 천황을 포함해 5명의 천황의 능묘가 있다. 이들의 묘소는 상당히 보잘것없는 상태로 방치되었으나 19세기에 메이지 천황의 지시로 복구되면서 현재의 지위에 이르게 되었다.

## 돌과 모래로 꾸민 정원

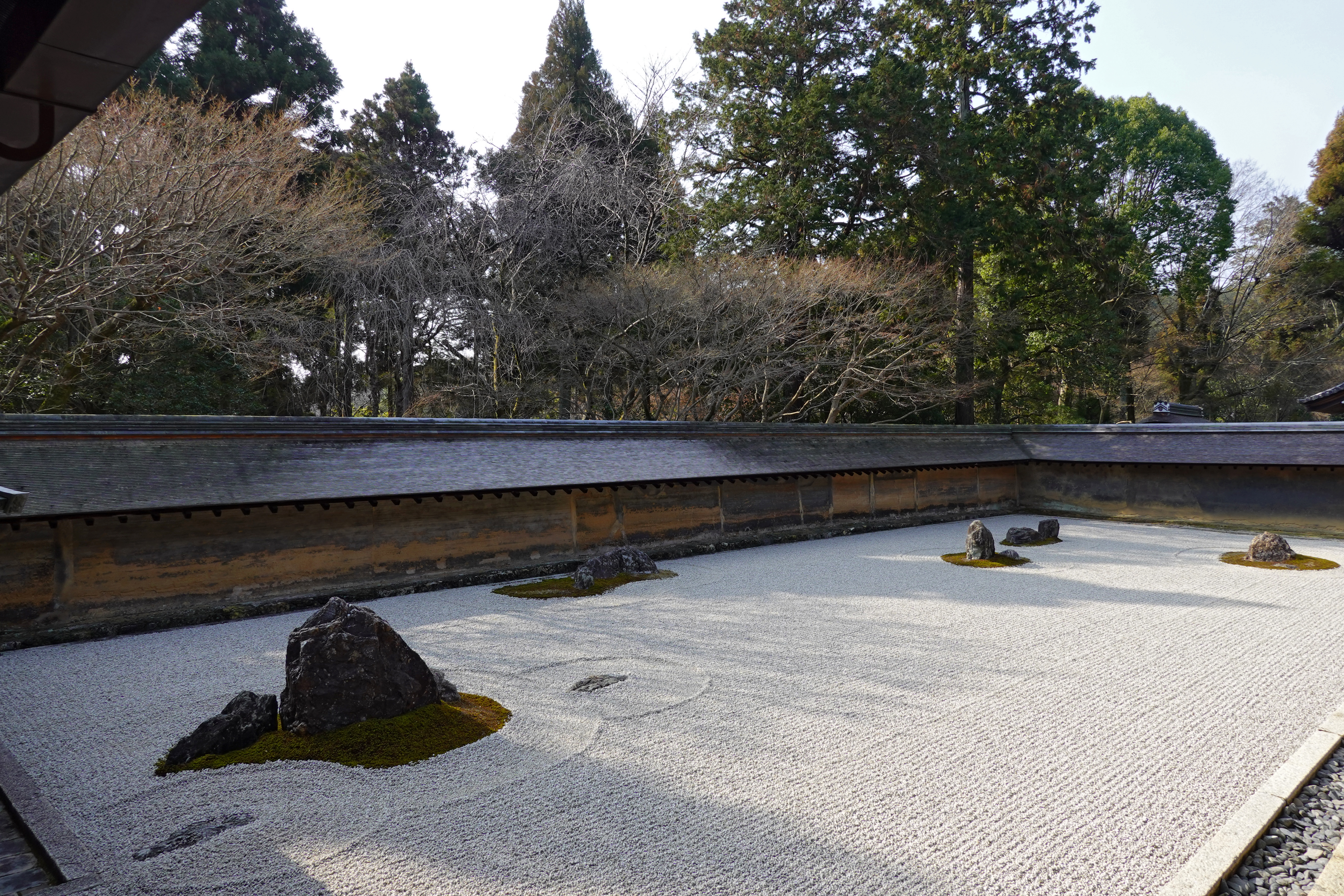
료안지의 돌과 모래로 꾸민 정원

료안지는 가레산스이로 불리는 돌과 모래로 꾸민 정원으로 유명하다. 정원은 15세기 후반에 만들었다.
정원은 248m2 직사각형 모양이다. 가로 약 25m, 세로 약 10m이다.
정원은 흰 자갈과 15개 이끼가 낀 돌로 이루어져 있고 돌을 놓아둔 위치 때문에 어느 각도에서 보아도 한 번에 14개 밖에 볼 수 없다. 전통적으로 깨달음을 통해서만 15개 돌을 한 번에 볼 수 있다고 여겼다.

## 쓰쿠바이(蹲踞,蹲）

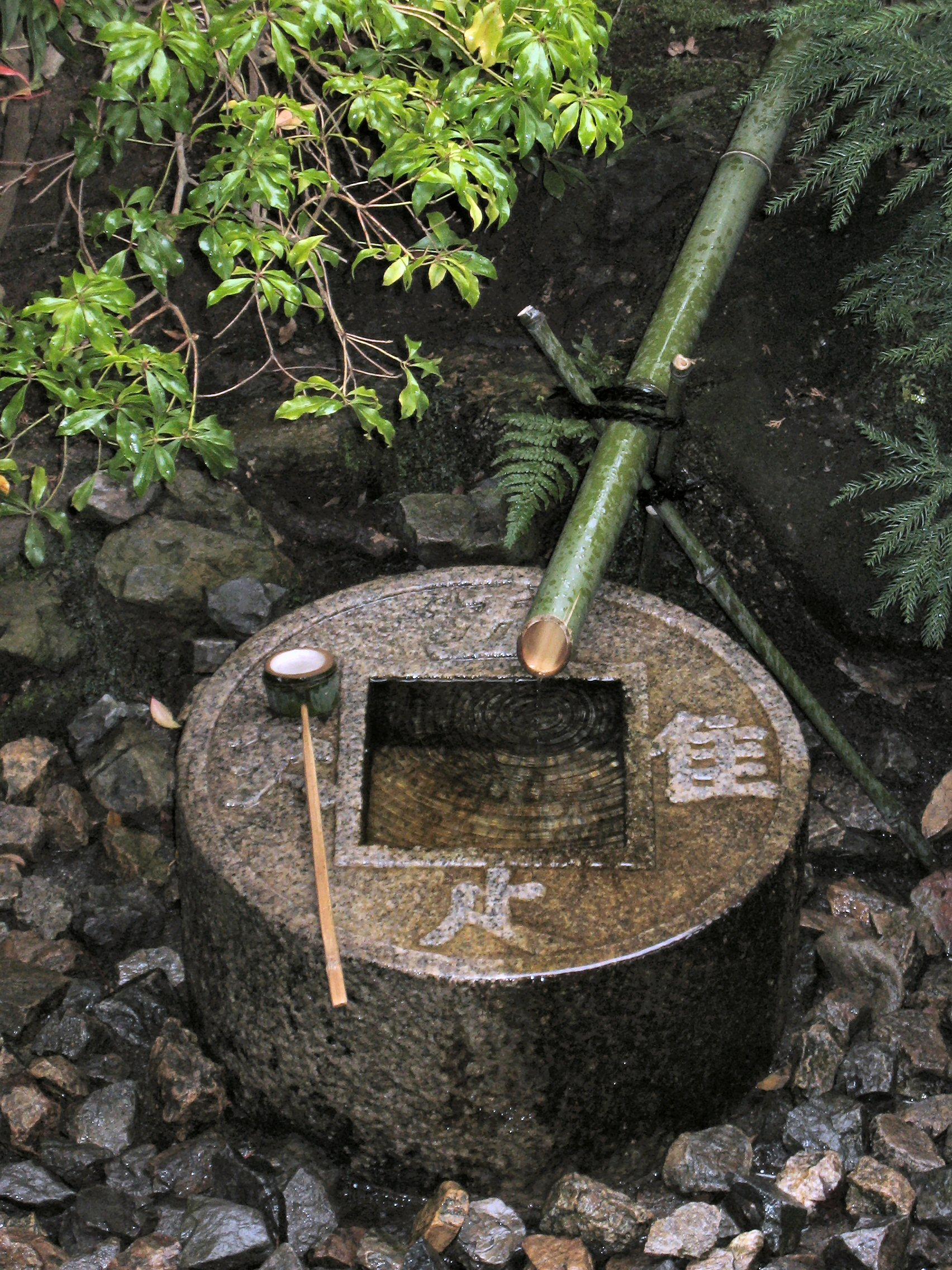
쓰쿠바이

절의 흥미로운 볼거리 중 하나는 다실에 들어가기 전에 손이나 입을 맑게 하기 위해 세숫물을 담아둔 돌 그릇인 쓰쿠바이이다. 웅덩이의 낮은 위치 때문에 물에 닿기 위해서는 허리를 구부려야 하고 이는 기원과 경의를 뜻한다.
돌 표면의 글자들(五・隹・矢・疋) 만을 읽었을 때는 아무런 의미가 없다. 각각의 글자를 읽으려면 그릇 중앙의 "口(구)"자를 결합시켜야 하고 "口"를 합쳐서 각각 吾, 唯, 知, 足이다. 직역은 "나는 오직 족(足)함을 알 뿐이다"이다. 새겨진 이 구절의 의미는 불교의 기초적인 반물질주의적 가르침을 보강하는 것이다.

## 사진

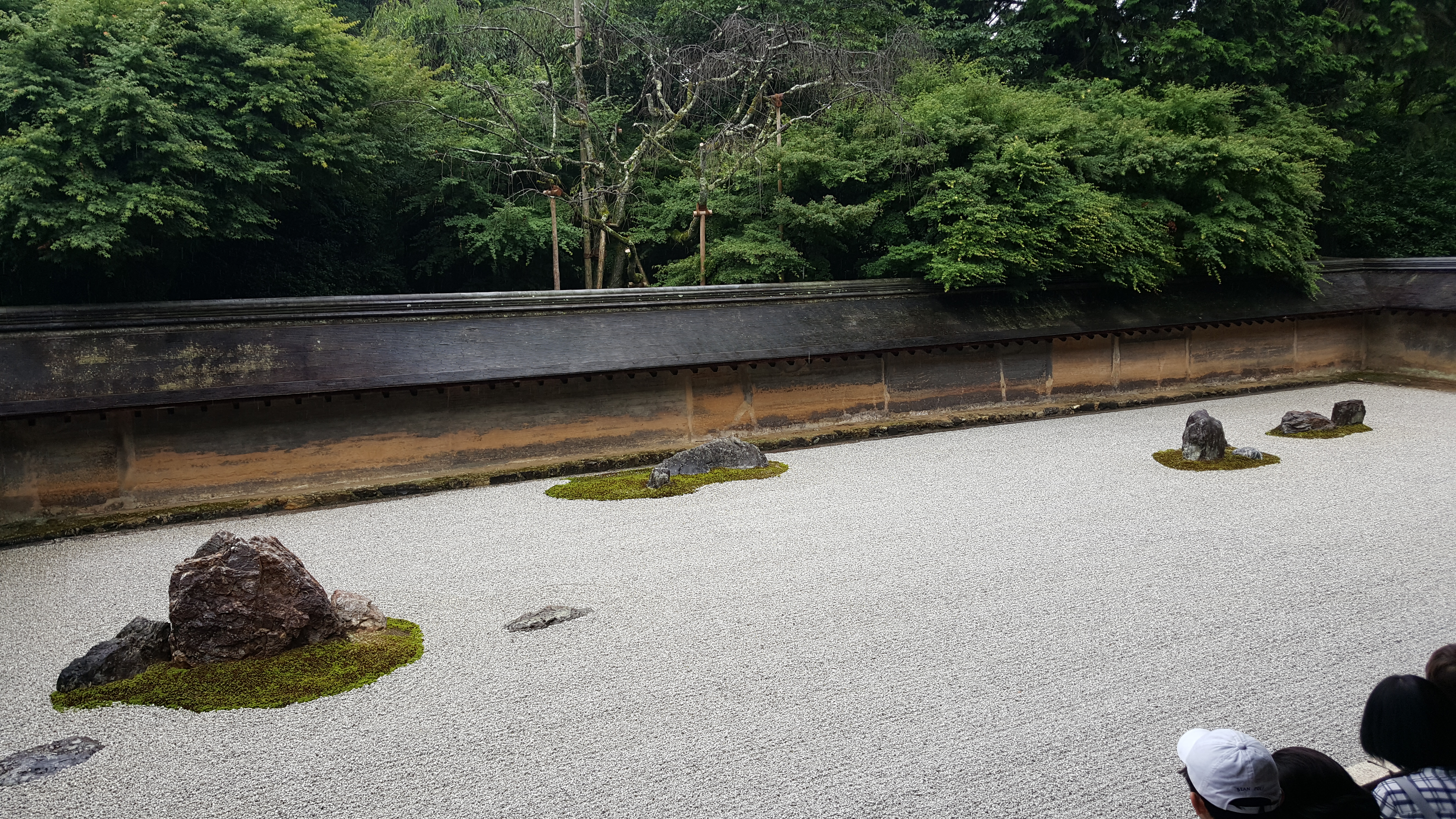
2016년 6월 료안지 정원

## 같이 보기
- 일본 정원
- 일본의 관광